# Acropimpla arjuna
Acropimpla arjuna là một loài tò vò trong họ Ichneumonidae.